# Lesley Beck
Lesley Beck (Glasgow, 10 luglio 1964) è un'ex sciatrice alpina britannica.

## Biografia
Specialista delle prove tecniche originaria di Dumbarton, la Beck debuttò in campo internazionale in occasione dei Mondiali juniores di Auron 1982 ed esordì ai Giochi olimpici invernali a Sarajevo 1984, dove non completò lo slalom speciale; ai Mondiali di Crans-Montana 1987 fu 10ª nello slalom speciale, suo unico piazzamento iridato, e ai XV Giochi olimpici invernali di Calgary 1988, sua ultima presenza olimpica, non completò né lo slalom gigante né lo slalom speciale. In Coppa del Mondo ottenne due piazzamenti a punti, il 30 novembre 1987 a Courmayeur e il 3 gennaio 1989 a Maribor, arrivando in entrambi i casi 13ª in slalom speciale; l'ultimo risultato della sua attività agonistica fu una medaglia d'oro vinta ai Campionati britannici nel 1992.

## Palmarès

### Coppa del Mondo
- Miglior piazzamento in classifica generale: 75ª nel 1989

### Campionati britannici
- 6 ori[1]